# Regla (Kuba)

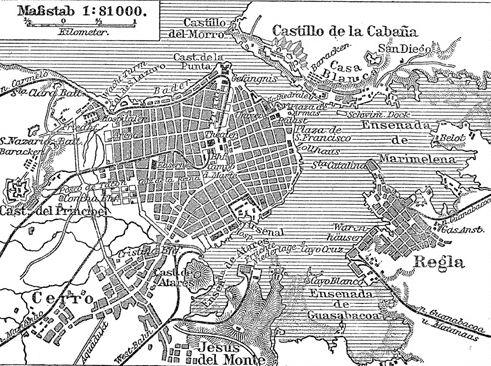
Havanna mit Regla und Casablanca vor 1888

Regla ist einer der 15 Stadtbezirke von Havanna mit 42.420 Einwohnern auf einer Fläche von 9,2 km² (Zensus 2012). Verwaltungsrechtlich hat Regla den Status eines Municipios.

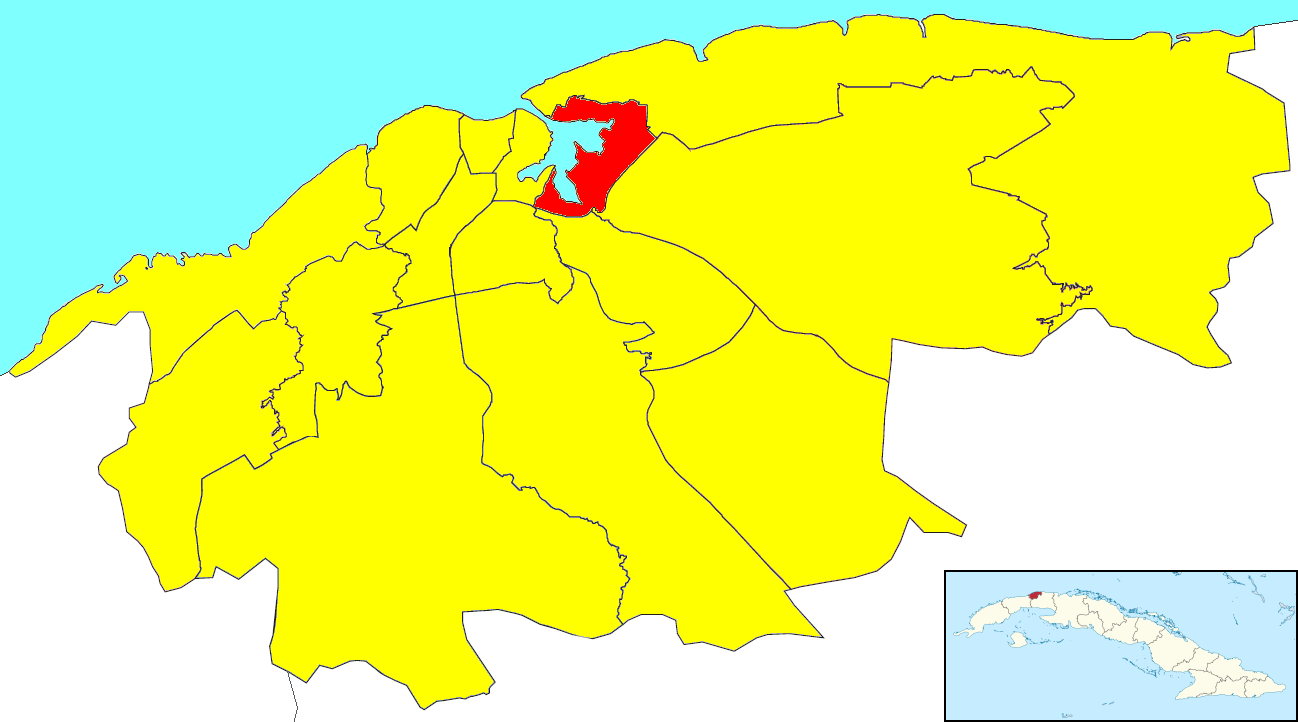
Lage Reglas innerhalb von Havanna

Der Ort ist ein Handels- und Industrievorort mit Werften, Docks, Raffinerien und Gießereien und ist bekannt für seine reiche Kolonialgeschichte. Er ist die Heimatstadt der Schriftstellerin Dulce Chacón (1954–2003), der Guaracheros de Regla und der traditionellen Santería-Feiern der Virgen de Regla.
Während der Kolonialperiode bildete Regla sich um die 1690 gegründete Kapelle Nuestra Señora de Regla.
Während des 19. Jahrhunderts stellte der Ort ein Zentrum für Schmuggelaktivitäten dar.
Im Juni 1847 kamen in Regla die ersten 200 chinesischen Kontraktarbeiter auf Kuba an, die als billige Arbeitskräfte zum teilweisen Ersatz der afrikanischen Sklaven ins Land geholt wurden und deren Anzahl später inselweit auf rund 150.000 stieg. Mehrere hundert Chinesen siedelten sich in Regla an. An das historische Ereignis von 1847 erinnert eine Gedenktafel am Hafen.
Die Schwesterstadt Reglas ist Richmond, Kalifornien. In Regla befindet sich auch der Colina Lenin (Leninhügel).